# Astoria Bydgoszcz
Astoria Bydgoszcz es un club de baloncesto de la ciudad de Bydgoszcz, que juega en la Liga de Baloncesto polaca y Copa Korać. Juega sus partidos en el pabellón Artego Arena, con capacidad para 1470 espectadores. 

## Historia
Fue fundado el 8 de abril de 1924. En la actualidad milita en la primera división polaca.

### Otros nombres anteriores
- Weltinex Astoria Bydgoszcz
- Polfrost Astoria Bydgoszcz
- Domar Astoria Bydgoszcz
- Samsung Astoria Bydgoszcz
- BFM Astoria Bydgoszcz
- Kujawiak-Astoria Bydgoszcz
- Wody Mineralne Ostromecko Astoria Bydgoszcz
- KPSW Astoria Bydgoszcz
- Enea Astoria Bydgoszcz

## Resultados

### Resultados en la Liga polaca
- 1989/1990 - 12th
- 1991/1992 - 7th
- 2003/2004 - 8th
- 2004/2005 - 5th
- 2005/2006 - 9th

### Resultados en competiciones europeas
- 1991/1992 Copa Korać - 1.ª ronda

## Plantilla

### Jugadores famosos
- Kęstutis Marčiulionis
- Andrius Jurkūnas
- Adam Kemp
- Ed O'Bannon

## Sección de boxeo
- Jerzy Adamski- ganó una medalla de plata Juegos Olímpicos de Roma 1960
- Aleksy Kuziemski- Juegos Olímpicos de Atenas 2004

## Sección de natación
- Alicja Pęczak- Juegos Olímpicos: 1992, 1996, 2000
- Zbigniew Januszkiewicz- Juegos Olímpicos de Moscú 1980

## Sección de aguas
- Dariusz Białkowski- cuatro Juegos Olímpicos: Barcelona 1992, Atlanta 1996, Sídney 2000 y Atenas 2004, obteniendo dos medallas de bronce, en Barcelona 1992 en la prueba de K2 1000 m y en Sídney en K4 1000 m
- Zdzisław Szubski- Juegos Olímpicos de Moscú 1980